# Flaviano Michele Melki
Flaviano Michele Melki, nato Ya'Qūb Melkī (Kalat'ul Mara, 1858 – Cizre, 29 agosto 1915), è stato un vescovo cattolico turco; fu martirizzato nel 1915 durante le persecuzioni dell'Impero ottomano.

## Biografia
Nacque nel 1858 a Kalat'ul Mara, villaggio ad est Mardin, in Turchia. Fu educato in una famiglia cristiana di fede ortodossa. All'età di dieci anni venne inviato nel convento di Zaafarane, residenza del patriarcato siro-ortodosso, cambiando, come d'uso, nome. Nel monastero intraprese approfonditi studi teologici per dieci anni e assunse il ruolo di bibliotecario; all'età di 20 anni fu ordinato diacono. 
Durante questo periodo si interessò al cattolicesimo fino a maturare la conversione.
Nonostante la contrarietà dei famigliari, si trasferì in Libano per continuare la sua formazione al sacerdozio presso il seminario di Mardin e si unì alla congregazione dei Fratelli missionari di Sant'Efrem, impegnandosi a emettere i voti di povertà, obbedienza e castità e a destinare per testamento un terzo dei suoi beni a favore della congregazione.
Nel 1883 fu ordinato ad Aleppo presbitero della Chiesa cattolica sira. 
Nel 1895 la sua chiesa a Tur Abdin e la sua abitazione vennero incendiate nel corso dei massacri di Diyarbakir (1894-1896), nei quali perirono circa venticinquemila cristiani armeni e siriaci, tra cui sua madre. Nel 1897 Melki fu nominato vicario episcopale di Mardin e nel 1912 eparca di Gazireh (Cizre).
Nel 1915 fu scatenato in Turchia il genocidio assiro. Malke era in viaggio (avrebbe quindi potuto salvarsi), ma decise di tornare indietro. Giunto nella sua diocesi, alcuni notabili musulmani locali gli consigliarono di scappare e mettersi in salvo, ma egli volle rimanere. Il 28 agosto fu arrestato dai soldati ottomani insieme al vescovo della Chiesa cattolica caldea Philippe-Jacques Abraham e ad altri fedeli.
Gli fu ordinato di convertirsi. Al suo rifiuto fu brutalmente percosso e poi decapitato.

## Canonizzazione
Nel 2010 il patriarca della Chiesa cattolica sira, Ignazio Giuseppe III Younan, annunciò la proposta di beatificazione di Michele Malke. La Santa Sede, recepì la richiesta ed avviò il processo di canonizzazione; Michele fu proclamato servo di Dio. Postulatore della causa di beatificazione è stato nominato padre Rami Alkabalan. La documentazione relativa alle virtù eroiche del vescovo martire fu inviata a Roma il 30 settembre 2012.
L'8 agosto 2015 papa Francesco ha approvato la beatificazione in quanto Melki fu ucciso in odium fidei. La cerimonia si è svolta il 29 agosto 2015 ad Harissa presso il convento patriarcale di Nostra Signora della Liberazione.

## Genealogia episcopale
La genealogia episcopale è:
- Patriarca Ignazio Matteo Benham
- Patriarca Ignazio Giorgio V Sayar
- Patriarca Ignazio Antonio I Samheri
- Patriarca Ignazio Giorgio V Chelhot
- Patriarca Ignazio Efrem II Rahmani
- Vescovo Flaviano Michele Melki